# 서울사근초등학교
서울사근초등학교(沙斤初等學校)는 대한민국 서울특별시 성동구에 있는 공립 초등학교이다.

## 학교 연혁
- 1967년 11월 7일 서울사근국민학교로 개교
- 1996년 3월 2일 서울사근초등학교로 교명 개칭

## 참고 자료
- 서울사근초등학교 - 한국교육학술정보원 학교알리미